# Wir sagen Du! Schatz.
Wir sagen Du! Schatz. ist ein deutscher Kinofilm von Marc Meyer aus dem Jahr 2007.

## Handlung
Oliver Eckstein ist in der Großstadt Berlin der Einsamkeit des Single-Stadtbürgers schutzlos ausgeliefert. Also entführt er um die Weihnachtszeit verschiedene Menschen, um sich eine Familie zusammenzustellen. „Mama“, „Oma“ und drei „Kinder“, alle ohne tatsächliche verwandtschaftliche Beziehungen zueinander, alle selbst einsam, ziehen zwangsweise mit ihm, „Papa“, in eine Wohnung in einem leerstehenden Hochhaus. Oliver hat vorgesorgt: Genug zu essen ist da, die Etage ist isoliert und liegt im 17. Stock, so dass an Flucht oder Hilferufe nicht zu denken ist. Auch einen Hund hat er geklaut.
Nebenan wohnt allerdings noch jemand. „Opa“ hat in seiner alten Wohnung ausgeharrt und hofft, hier auch weiterhin in Ruhe leben zu können. Zwischen den verschiedenen „Familienmitgliedern“ entwickeln sich die Beziehungen: „Oma“ Edna mag „Opa“ Horst eigentlich ganz gerne, „Mama“ Sofia beginnt, sich um den Säugling zu kümmern, der in sich gekehrte Junge Ennio beginnt langsam aufzutauen und das rebellische Punkmädchen Maya lacht auch mal. Zuvor kommt es allerdings noch zu diversen Konflikten und Schwierigkeiten, so stellt Oliver aus Frustration das Wasser ab und versperrt die Kühlschränke, nachdem die anderen Mitglieder der „Familie“ nicht pünktlich zum Essen erschienen sind. Auch prophezeit er „Mama“ ihr Mann würde sie nicht lieben und hätte mit seiner Sekretärin ein Kind gezeugt. Als es „Mama“ schafft zu fliehen kommt sie in eine leere Wohnung und findet einen Brief von ihrem Mann, daraufhin kehrt sie zu den anderen zurück.
Trotz der beengenden Situation und Olivers nur scheinbar demokratischer Regelung des täglichen Miteinanders entstehen zunächst so auch Momente des familiären Miteinanders. Doch die künstlich geschaffene Zwangssituation kann nicht von Dauer sein, und am Ende kehrt jeder wieder in sein Leben zurück, welches für alle Beteiligten weniger einsam geworden ist.

## Rezeption
„‚Wir sagen Du! Schatz‘ ist nicht einfach nur eine etwas andere deutsche Komödie, sie ist ein zunächst nicht ganz leicht zugängliches Kammerspiel über Einsamkeit, Glück und eigensinnige Lebenswelten, das vielfältig allegorisch aufgeladen ist und in dem die tragischen die komischen Momente überwiegen.“

„Der Stoff, der Ausgangspunkt für eine ins Groteske und Absurde gesteigerte politische Parabel sein könnte, wird zur freundlich menschelnden Komödie verarbeitet. Dabei enthält das Spiel von Eintracht und Entfremdung als zwei Seiten einer familiären Gemeinschaft manche redundante Szene, findet aber auch zu starken poetischen Bildern. Insgesamt ein Film, der possenhaft grelle Übertreibungen meidet und eher leise zum Nachdenken über die Rolle und Bedeutung von Familie anregt.“

Die Deutsche Film- und Medienbewertung FBW in Wiesbaden verlieh dem Film das Prädikat wertvoll.